# Алексидзе, Ирина Александровна
Ирина Александровна Алекси́дзе (р. 21 января, 1914, Тифлис —  с. 21 февраля, 1996) — советская грузинская артистка балета.

## Биография
Родилась 8 (21 января) 1914 года в Тифлисе (ныне Тбилиси, Грузия). В 1921 — 1931 годах занималась в балетной студии под руководством М. И. Перини. В 1931 — 1932 годах стажировалась в Тбилисском театре. В 1932 — 1934 годах ученица хореографического техникума при ГАБТ. В 1941 году окончила филологический факультет ТбГУ. В 1944 — 1961 годах одна из ведущих солисток ГРАТОБ имени З. П. Палиашвили. Классическая танцовщица лирико-драматического амплуа, внесла также значительный вклад в развитие грузинского хореографического искусства.

## Творчество
- «Лебединое озеро» П. И. Чайковского — Одетта
- «Эсмеральда» Ц. Пуни — Эсмеральда
- «Лауренсия» А. А. Крейна — Хасинта
- «Мазепа» П. И. Чайковского — Мария
- «Горда» Д. А. Торадзе — Джавара
- «За мир» Д. А. Торадзе — Зоя Рухадзе
- «Сердце гор» А. М. Баланчивадзе —  Маниже
- «Синатле» Г. В. Киладзе — Ниави
- «Отелло» Дж. Верди — Эмилия

## Признание
- народная артистка Грузинской ССР (1960)
- Сталинская премия второй степени (1951) — за исполнение партии Джавары в балетном спектакле «Горда» Д. А. Торадзе, поставленном на сцене ГрАТОБ имени З. П. Палиашвили